# NAT2
NAT2 (англ. N-acetyltransferase 2) – білок, який кодується однойменним геном, розташованим у людей на короткому плечі 8-ї хромосоми. Довжина поліпептидного ланцюга білка становить 290 амінокислот, а молекулярна маса — 33 542.
| 10         |  | 20         |  | 30         |  | 40         |  | 50         |
| ---------- |  | ---------- |  | ---------- |  | ---------- |  | ---------- |
| MDIEAYFERI |  | GYKNSRNKLD |  | LETLTDILEH |  | QIRAVPFENL |  | NMHCGQAMEL |
| GLEAIFDHIV |  | RRNRGGWCLQ |  | VNQLLYWALT |  | TIGFQTTMLG |  | GYFYIPPVNK |
| YSTGMVHLLL |  | QVTIDGRNYI |  | VDAGSGSSSQ |  | MWQPLELISG |  | KDQPQVPCIF |
| CLTEERGIWY |  | LDQIRREQYI |  | TNKEFLNSHL |  | LPKKKHQKIY |  | LFTLEPRTIE |
| DFESMNTYLQ |  | TSPTSSFITT |  | SFCSLQTPEG |  | VYCLVGFILT |  | YRKFNYKDNT |
| DLVEFKTLTE |  | EEVEEVLKNI |  | FKISLGRNLV |  | PKPGDGSLTI |  |            |

A: Аланін

C: Цистеїн

D: Аспарагінова кислота

E: Глутамінова кислота

F: Фенілаланін

G: Гліцин

H: Гістидин

I: Ізолейцин

K: Лізин

L: Лейцин

M: Метіонін

N: Аспарагін

P: Пролін

Q: Глутамін

R: Аргінін

S: Серин

T: Треонін

V: Валін

W: Триптофан

Кодований геном білок за функціями належить до трансфераз, ацилтрансфераз. 
Локалізований у цитоплазмі.